# Trois-Fontaines-l'Abbaye
Trois-Fontaines-l'Abbaye is een gemeente in het Franse departement Marne in de regio Grand Est en telt 245 inwoners (1999). De plaats maakt deel uit van het arrondissement Vitry-le-François. De naam van de gemeente komt van de voormalige abdij Trois-Fontaines van de orde der cisterciënzers.

## Geografie
De oppervlakte van Trois-Fontaines-l'Abbaye bedraagt 41,8 km², de bevolkingsdichtheid is 5,9 inwoners per km².
De onderstaande kaart toont de ligging van Trois-Fontaines-l'Abbaye met de belangrijkste infrastructuur en aangrenzende gemeenten.

## Demografie
Onderstaande figuur toont het verloop van het inwonertal.